# Konservierung und Restaurierung archäologischer Bodenfunde

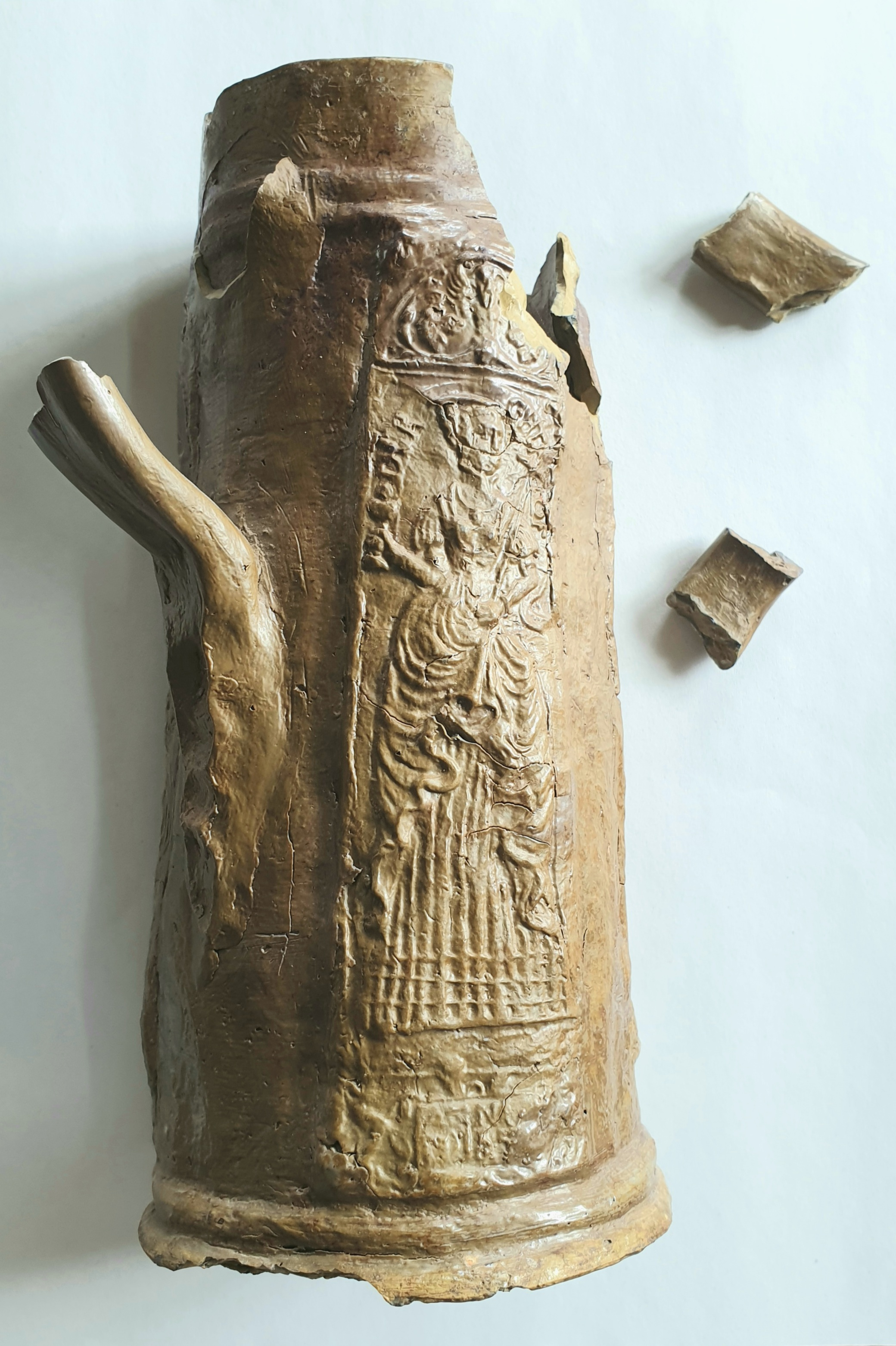
Eine unrestaurierte Schnelle, rheinisches Steinzeug, 16. Jahrhundert

Der Tätigkeitsbereich der Konservierung und Restaurierung archäologischer Bodenfunde beschäftigt sich mit der Wiederherstellung sowie der Sicherung und dauerhaften Bewahrung archäologischer Fundobjekte. Je nach Material, Alter und Lagerung im Boden ergeben sich unterschiedliche Herausforderungen, denen in unterschiedlichen Disziplinen begegnet wird. Das Studium der Konservierung und Restaurierung mit der Fachrichtung archäologisches Kulturgut wird in Deutschland an zwei Standorten, Berlin und Stuttgart, als Master- oder Bachelor-Studiengang angeboten.

## Restaurierung und Konservierung
Laut ICOM beschreibt der Begriff „Restaurierung“ alle Handlungen, die die Wahrnehmung, Wertschätzung und das Verständnis für das Objekt fördern. Dies umfasst vor allem Rekonstruktionen, Ergänzungen und Rückformungen sowie Reinigung und Freilegung von Objekten. Die Konservierung soll ein Objekt in seinem Zustand möglichst unverändert bewahren und späteren Verfall minimieren. Hierzu sind vor allem präventive Maßnahmen erforderlich, wie abgestimmte Umgebungsbedingungen (Luftfeuchtigkeit, Licht, Temperaturschwankungen) und eine sichere, schadstofffreie Aufbewahrung. Im Bereich der archäologischen Funde sind konservatorische Maßnahmen für alle Fundobjekte obligatorisch. Das Kompetenz- und Leistungsspektrum eines Restaurators in diesem Bereich umfasst somit immer beide Bereiche.

## Gründe der Restaurierung
Neben verständlichen Gründen für eine Restaurierung, wie der Wiederherstellung eines Tongefäßes aus Scherben, um das ursprüngliche Erscheinungsbild darzustellen und somit eine Zuordnung und Datierung zu ermöglichen, stellen sich viele weitere Herausforderungen bei der Bewahrung der Kulturgüter. So sind archäologische Funde erst nach Entnahme aus dem Boden besonders gefährdet. Schon durch Austrocknung können Funde aus organischen Materialien, wie Holz, komplett zerstört werden. Durch enthaltene Salze können beispielsweise Eisenfunde noch nach Jahren einem steten Verfallsprozess unterliegen.
Oft verdecken Korrosionsschichten wichtige Informationen eines Objektes und müssen schonend entfernt werden. Dies können beispielsweise Metalltauschierungen sein oder auch Bearbeitungsspuren auf der Oberfläche. Die Maßnahmen sind von Objekt zu Objekt unterschiedlich und müssen für jeden Gegenstand analysiert, ausgewählt und während der Restaurierung dokumentiert werden. Viele der heute in Museen ausgestellten, archäologischen Gegenstände würde es ohne Restaurierung so nicht oder nicht mehr geben. Herausragende Beispiele sind z. B. der Löwenmensch vom Hohlenstein im Lonetal oder die Einbäume aus den Pfahlbausiedlungen der Bronzezeit. Welch fatale Folgen eine fehlende Restaurierung haben kann, zeige das erschreckende Beispiel der Einbäume in Schwerin 2004, die aufgrund fehlender Restaurierung vollständig zerstört wurden. Es gibt in vielen Museen und Archiven großes Verbesserungspotential bei der Restaurierung und konservatorischen Aufbewahrung von Funden. Gerade bei archäologischen Grabungen können massenhaft Funde zu Tage kommen, was für Museen und deren Restaurierungswerkstätten eine besondere Herausforderung darstellen kann. Bis auf wenige Ausnahmen, wie Gewässerfunde oder Funde aus Stein, sind alle archäologischen Funde restauratorisch oder zumindest konservatorisch zu behandeln.

## Grundsätze einer Restaurierung
Alle restauratorischen Maßnahmen müssen reversibel sein. Ausnahmen bilden u. a. Rückformungen an Objekten. Ziel einer Restaurierung ist nicht, einen möglichst ursprünglichen Zustand zu erzielen, vielmehr muss die „Lesbarkeit“ der Objekte in Hinsicht auf die kulturhistorische und handwerkliche Bedeutung wiederhergestellt werden. Dabei ist auch ein ästhetischer Gesichtspunkt gegenüber den Alterungs- und Verfallsprozessen zu berücksichtigen. Hier gilt der Grundsatz: „weniger ist mehr“. Ein respektvoller, vorsichtiger Umgang mit jedem Objekt muss gewährleistet sein, um weitere Schäden auszuschließen und unser kulturelles Erbe zu bewahren.

## Voruntersuchung und Dokumentation
Um die Möglichkeiten und die Erfolgsaussichten einzelner Methoden zu erörtern sind Voruntersuchungen am Objekt vonnöten. Dazu zählt eine augenscheinliche Betrachtung aber auch Methoden wie Röntgen oder CT. Auch können einzelne Methoden an später nicht sichtbaren Teilbereichen eines Objektes erprobt werden. Die Dokumentation aller Arbeitsschritte ist obligatorisch und sollte mit Fotos begleitet werden. Zur Dokumentation gehört auch die Digitalisierung des Objektes. Dies kann durch Fotos und genaue Beschreibungen für Dokumentationsdatenbanken erfolgen. Neue Techniken wie der 3D-Scan, die Photogrammetrie und eine Vielzahl weiterer Bildgebungstechniken bieten neue Möglichkeiten der Digitalisierung. So können Rekonstruktionen schon vorab digital vorgenommen werden.

## Entsalzung
Eine spezielle Herausforderung, die sich bei vielen archäologischen Bodenfunden ergibt, ist die Belastung durch Chloride. Chloride befinden sich natürlicherweise im Boden, werden aber auch durch Düngung künstlich in Böden eingebracht. Die Chloridbelastung der Objekte unterscheidet sich somit stark zwischen den einzelnen Objekten. Gewässerfunde (Binnengewässer) haben meist eine sehr geringe Chloridbelastung und bedürfen meist keiner Entsalzung, wohingegen Funde von gedüngten Äckern stark belastet sein können. Die Aufnahme von Chloriden ist für ein Objekt im Boden kein direktes Problem, auch wenn es zu vermehrter Bildung von Korrosion kommen kann. Die eigentliche Problematik entsteht erst nach der Entnahme aus dem Boden und dem Kontakt mit Sauerstoff sowie der Trocknung der Objekte. Die leicht löslichen Chloride verändern sich bei der Trocknung und sind dann schwerer aus den Objekten zu entfernen. Zerstörerische Kraft entfalten die Chloride nach der Trocknung durch Aufnahme von (Luft-)Feuchtigkeit. Die Chloride kristallisieren aus, was zu einer starken Volumenzunahme führt. Dies wiederum löst Materialschichten ab und zerstört das Objekt. Dieser Vorgang kann zu einem kompletten Zerfall auch anfangs augenscheinlich gut erhaltener Objekte führen!
Die Problematik ist bei Eisenfunden am größten. Hier bilden sich mitunter regelrechte Tröpfchen aus salzreicher Flüssigkeit auf dem Objektoberflächen, begleitet von Ablösungen der Korrosionsschichten. Unter diesen Schichten kann die Kristallbildung beobachtet werden.
Es sind aber auch sämtliche anderen Fundgattungen betroffen. Bronze kann ähnliche Verfallssymptome wie Eisen zeigen, dies ist auch als „Bronzepest“ bekannt. Weich gebrannte Keramik kann, aufgrund der Porosität, größere Mengen Salze aufnehmen, was ebenfalls zu Zerstörungen führen kann. Ähnliches ist auch bei salzbelastetem Mauerwerk im Gebäudesektor zu finden. Steinobjekte können auch einer Belastung unterliegen, dies hängt u. a. stark von der Gesteinsart ab. Die Methoden zur Reduzierung der Chloride auf ein unproblematisches Maß unterscheiden sich je nach Objektgruppe. Meist wird auf ein Auswaschen mit alkalischen Lösungen gesetzt, welches relativ einfach und wirtschaftlich sinnvoll umsetzbar ist. Dazu werden die Objekte über mehrere Wochen bis Monate in ein alkalisiertes Bad (meist mit NAOH) aus destilliertem Wasser gegeben, welches öfters gewechselt wird. Eine Erwärmung und/oder eine Zugabe von Netzmitteln, wie z.b. einem Tensid verbessert die Auswaschung. Zu beachten ist dabei, dass frische Funde nicht austrocknen; die Chloride sind dann nicht verfestigt und ein Auswaschen einfacher. Neben weiteren Methoden mit unterschiedlichen Waschsubstanzen bietet sich speziell für Eisenfunde ein Erwärmen auf über 350 °C an. Die meisten Chloride sind nicht hitzestabil und verflüchtigen sich bei Temperaturen ab 200 °C, wodurch gute Ergebnisse erzielt werden können. Ein starkes Glühen der Objekte bei über 800 °C, wie es in der Vergangenheit vorgenommen wurde, führt zu einer Gefügeänderung im Metall und ist somit nicht anwendungsfähig.

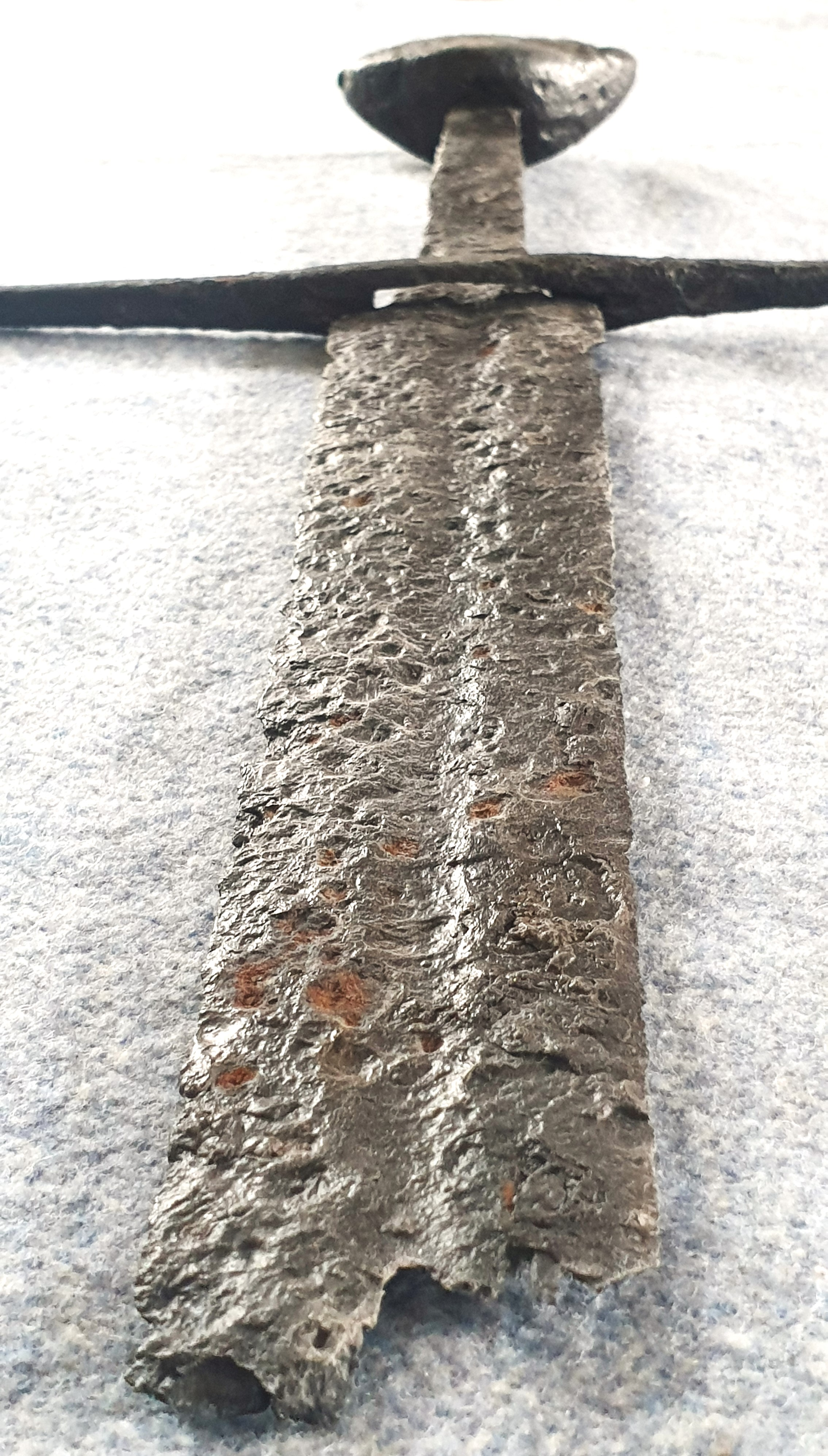
Durch unzureichende Entsalzung hervorgerufene Schäden an einem hochmittelalterlichen Schwert
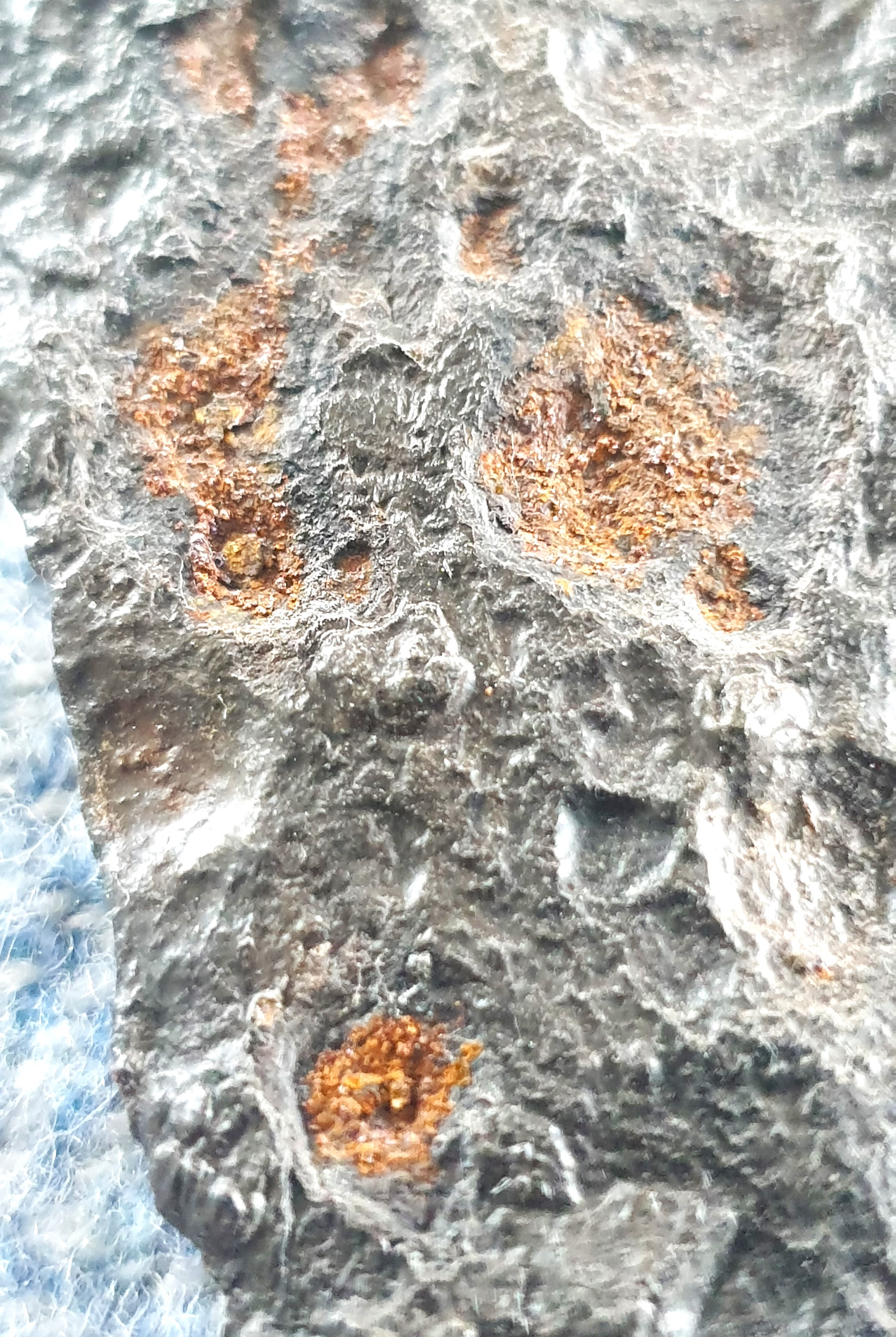
Schüsselförmige Abplatzungen mit Kristallisationsprodukten

## Restaurierung von Holz und organischem Material

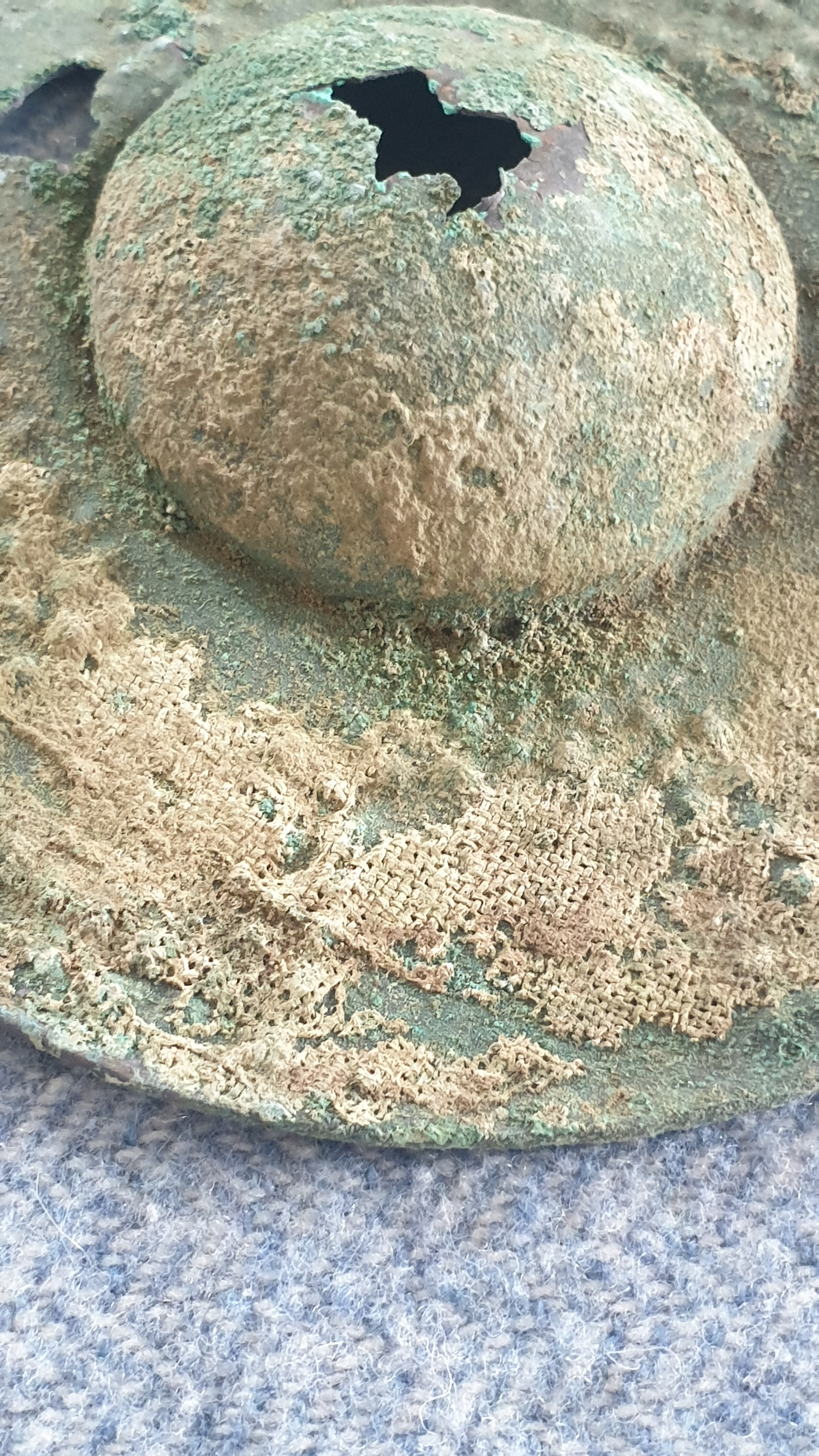
Bronzezeitlicher, iranischer Schildbuckel mit Textilanhaftungen

### Holz
Holz besteht im Wesentlichen aus Zellulose und Lignin und wird dementsprechend leicht von Microorganismen, Pilzen und Insekten abgebaut. Nur unter Abschluss von Sauerstoff (aeroben Umgebungen) kann Holz lange Zeiträume überdauern. Harthölzer können in saurem Milieu (Moor) strukturell gut überdauern. Mooreichen werden sogar als sehr edles Holz gehandelt. Meist jedoch findet eine Zerstörung der Zellstruktur statt, was eine nicht tragfähige Struktur hinterlässt, die sich beim Austrocknen stark zusammenzieht und vollkommen zerstört wird. Ziel einer Restaurierung derartiger Objekte ist der Austausch des Wassers durch stabile Materialien. Neben aufwendigeren Verfahren mit Paraloid B72 oder Kunstharzen gibt es die Möglichkeit einer Stabilisierung in einer Zuckerlösung, die langsam aufgesättigt wird. Die Zuckerkristalle bilden nach der Gefriertrocknung eine Art Stützgerüst für die Holzfasern.
Bei der Anwendung von Zucker sind jedoch höhere Ansprüche an die weitere Konservierung und Aufbewahrung gesetzt, da Zucker sowohl hygroskopisch als auch anziehend für Insekten ist. Hölzer können auch in sehr trockenen Umgebungen überdauern, hier findet aber oft eine Bakterielle Zersetzung statt, die ähnliche Anforderungen an die Festigung setzt.

### Leder
Die Lederkonservierung ähnelt der von Holz, jedoch handelt es sich bei Leder um tierische Fasern aus Eiweißverbindungen und es finden andere Zersetzungsprozesse statt. Ziel ist auch hier eine Festigung, diese kann aber auch durch Befestigung an einem Trägermaterial geschehen, ähnlich wie bei Textilien.

### Textilien
Textilien sind durch ihre Seltenheit im Fundmaterial und ihre wissenschaftliche Informationsfülle (welche Faser, tierisch/pflanzlich, gefärbt mit…) mit besonderer Aufmerksamkeit und Sorgsamkeit zu behandeln. Eine Restaurierung besteht oft nur in der Aufbringung auf einem Trägermaterial – oder auch nur in einer konservatorischen Behandlung und Lagerung unter optimalen Bedingungen. Textilien können auch als „Abdruck“ in Korrosionsschichten von Metallen vorkommen, hierbei ist die eigentliche Faser meist vergangen und durch Korrosionsprodukte ersetzt. Es gilt speziell diese Schichten zu bewahren.

### Pflanzenfasern
Ähnlich wie bei Textilien verhält es sich mit Pflanzenfasern. Die wertvollen und einzigartigen Funde von Ötzi sind ein beeindruckendes Beispiel für dieses Fundmaterial.

## Restaurierung von Eisen

### Entsalzung
Die Entsalzung ist bei Objekten aus Eisen von besonderer Bedeutung, da das Material, aufgrund von elektrochemischen Zusammenhängen, zu einer Anreicherung von Chloriden neigt. Frische Funde sollten möglichst ohne Austrocknung unverzüglich in ein geeignetes Entsalzungsbad gegeben werden. Sollte dies nicht möglich sein, ist eine schnelle Trocknung und anschließende Aufbewahrung der Objekte, bei einer Luftfeuchtigkeit unter 15 % (Aufbewahrung im Behälter unter Zugabe von Silicagel als Trocknungsmittel) vonnöten. Auch ältere, bereits getrocknete und geschädigte Objekte können und sollten einer Entsalzung unterzogen werden. Dabei sind etwaige Beschichtungen vorab zu entfernen. Leider sind in der Vergangenheit viele Eisenobjekte falsch behandelt worden, so wurde oft keine Entsalzung vorgenommen und mit ungeeigneten Beschichtungen, wie Bienenwachs gearbeitet. Diese, oftmals eingebrannten Beschichtungen sind nur schwer zu entfernen. Für derartige Objekte kann sich eine Wärmebehandlung auf knapp über 350 °C eignen, wodurch die Beschichtungen und gleichzeitig die Chloride entfernt werden. Dies muss aber für das jeweilige Objekt abgewägt werden.

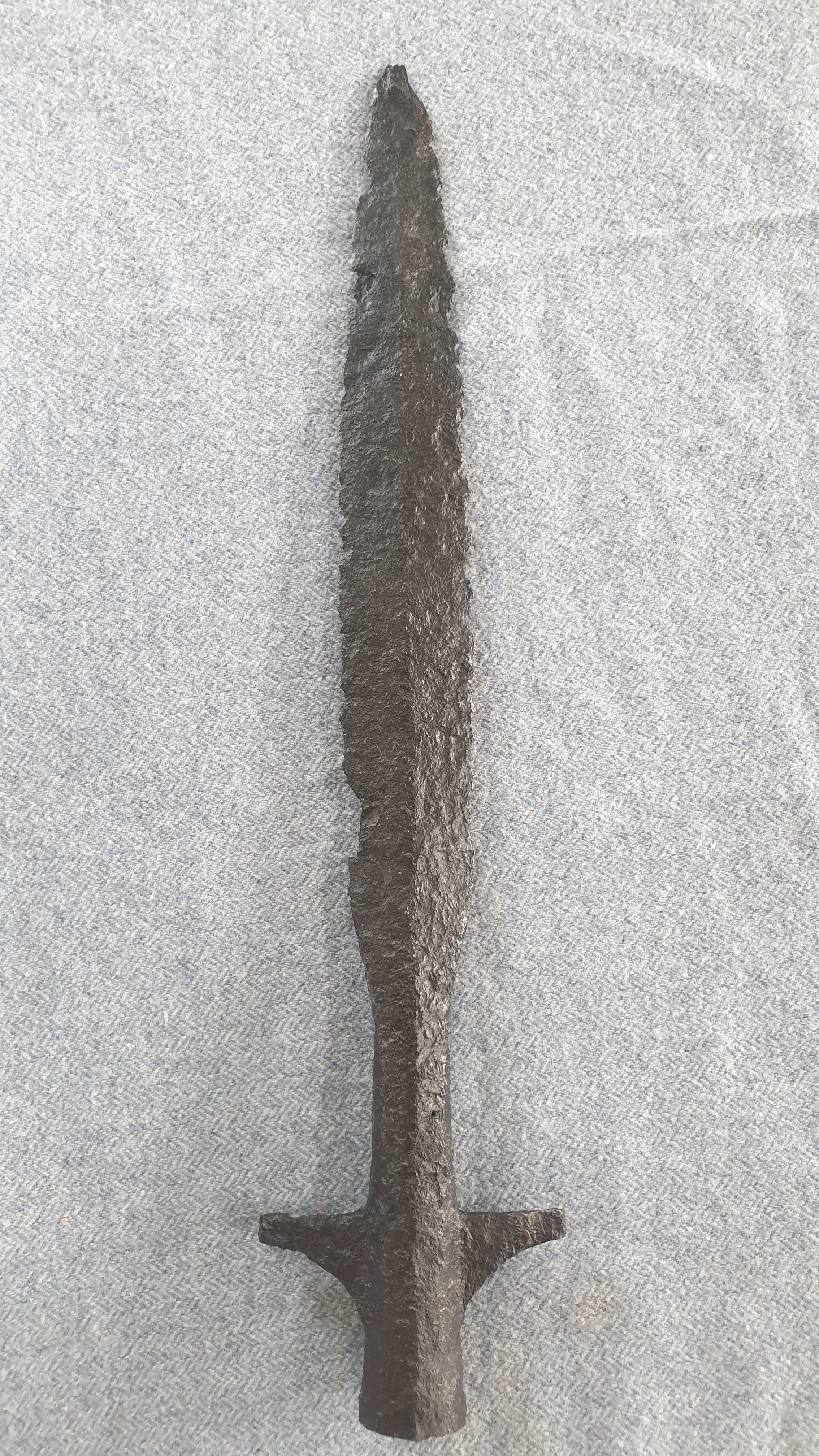
Mit Tannin behandelte Flügellanze
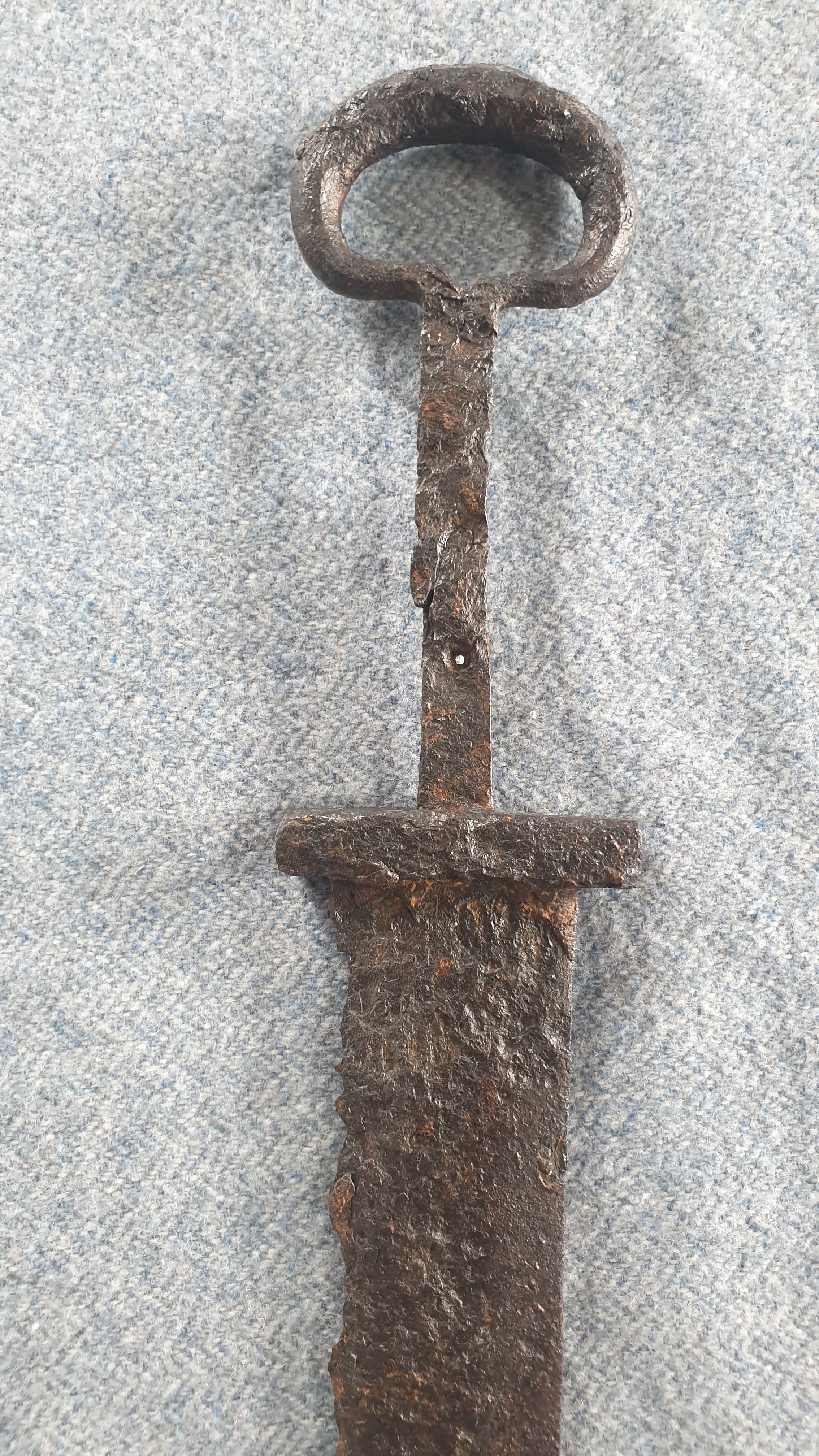
Römisches Ringknaufschwert, entsalzt, mechanisch gereinigt und konserviert
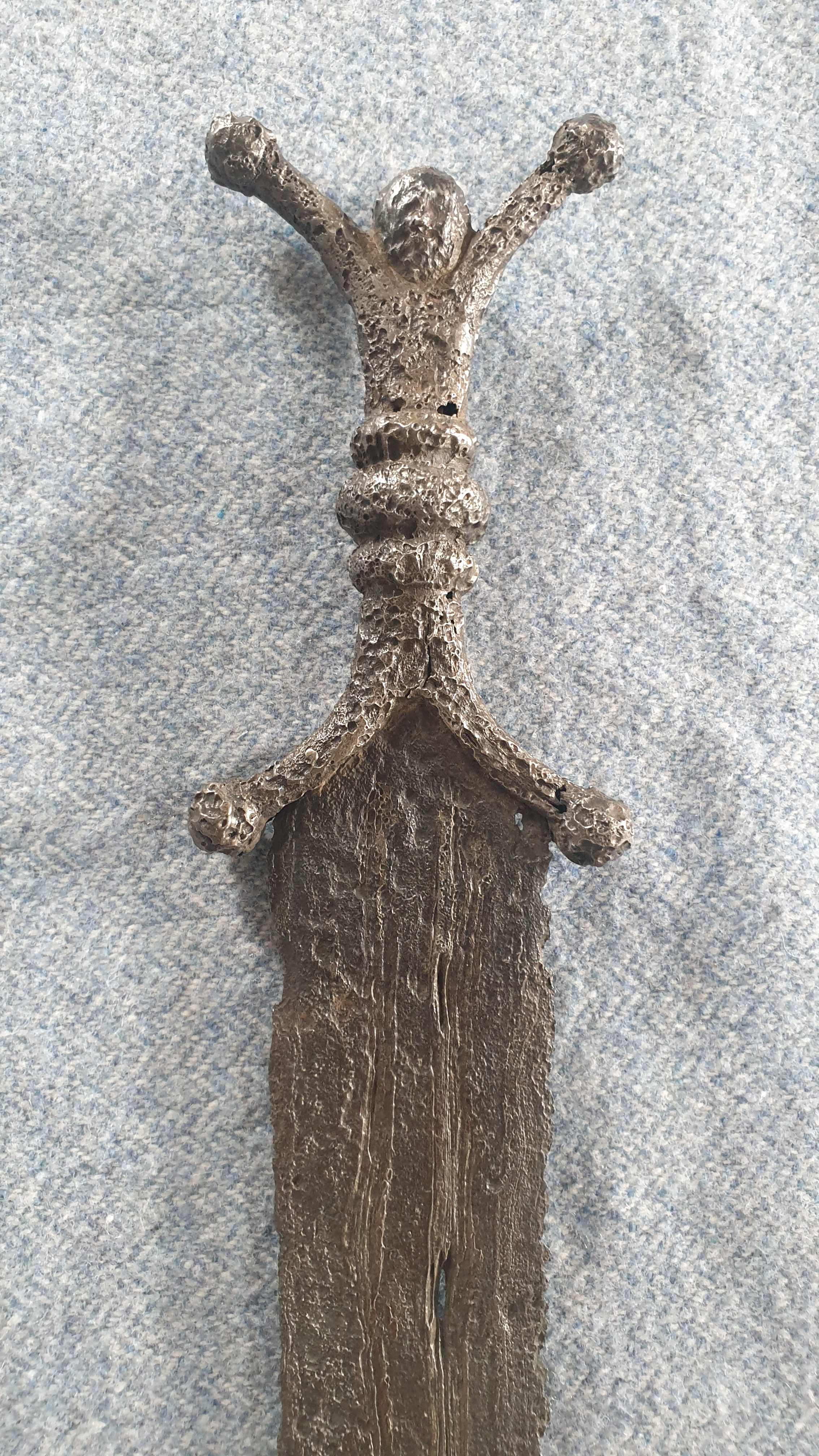
Mit Elektrolyse behandeltes, keltisches, anthropomorphes Schwert

### Oberflächenbehandlung

#### Entfernung von Korrosionsschichten
Die Oberflächenbehandlung von Eisenfunden zielt darauf ab, ein möglichst gutes Erscheinungsbild herzustellen. Oft zieht sich die Korrosion tief in das Objekt – es kann auch vorkommen das ein Eisenobjekt nur noch aus Korrosionsprodukten besteht und keinen metallischen Kern mehr hat. Die jeweilige Methode der Reinigung muss somit nach einer Voruntersuchung gewählt werden.

#### Mechanische Reinigung
Standardmäßig erfolgt eine mechanische Reinigung mit geeignetem Strahlmittel oder Bürsten. Liegen keine wichtigen Informationen in weicheren Korrosionschichten vor, zieht die Reinigung darauf ab, die sehr feste und beständige Schicht aus Hämatit, die sich direkt auf der blanken Metalloberfläche befindet, freizulegen. Eine blanke Metalloberfläche herzustellen wäre kontraproduktiv, da die Hämatitschicht eine schützende Wirkung hat.

#### Elektrolyse
Eine leider stark verbreitete Methode stellt die Elektrolyse dar. Bei dieser Methode wird das Eisenobjekt in ein demineralisiertes Wasser mit Zugabe von z. B. Natron gegeben und unter Strom gesetzt. Das Objekt bildet die Kathode und es wird eine Anode in etwas Entfernung im Wasser angebracht. Der fließende Strom sorgt zum einen für eine Lösung der Chloride, zum anderen lösen sich die Korrosionsschichten. Das Verfahren wird im professionellen Bereich nur noch für stark versalzene Meerwasserfunde verwendet, da es die Objekte stark schädigt und bis auf das blanke Metall freilegen kann. Objekte ohne massiven Eisenkern würden komplett zerstört werden.

#### Chemische Reinigung
Eine weitere Möglichkeit besteht in der chemischen Reinigung, beispielsweise mit leichter Essigsäure oder HEDP-60. HEDP-60 greift dabei die Hämatitschicht nicht an. Vorteile dieser Methode ist, dass auch hart anhaftende Kalkablagerungen entfernt werden. Die Säure muss aber nach der Behandlung gut neutralisiert werden. Ein Bad in Natronlauge bietet sich hier an.

#### Tannin als Rostumwandler
In der Vergangenheit wurden auch Rostumwandler benutzt, um die Oberflächen von Objekten zu stabilisieren. Gerbsäure (Tannin) erzielt dabei gute Ergebnisse, indem es weicheres Eisenoxid in härteres Tannat umsetzt. Man erzielt damit eine härtere, gleichmäßig dunkle Oberfläche auf dem Objekt. Die Methode wird heutzutage nur noch selten angewendet.

#### Brandpatina
Die sogenannte Brandpatina an Eisenobjekten ist ein Glücksfall. Eisenobjekte mit Brandpatina können über Jahrtausende in exzellentem Zustand überdauern. Oft wird das Entstehen der Patina mit Bränden oder Brandbestattungen in Verbindung gebracht. Man erzielt diese Oberflächen aber auch gewollt, indem man blankes Eisen wiederholt erhitzt und in Leinöl abschreckt. Es ist somit davon auszugehen, dass diese Methode auch schon in früheren Zeiten bekannt und als Oberflächenbehandlung zum Schutz vor Korrosion angewendet wurde.

### Konservierung
Zu den konservatorischen Maßnahmen zählt eine geeignete Oberflächenbeschichtung. Hier eignet sich eigentlich nur mikrokristallines Wachs (Renaissance Wax), gefolgt von Paraloid B72 in Lösungsmittel. Andere, frühere Versuche mit Wachsen und Ölen haben sich als nicht dauerhaft herausgestellt. Säuren in Bienenwachs können sogar substanzschädigend sein.
Die dauerhafte Aufbewahrung sollte bei konstanten klimatischen Bedingungen und möglichst geringer Luftfeuchte erfolgen.

## Restaurierung von Keramik

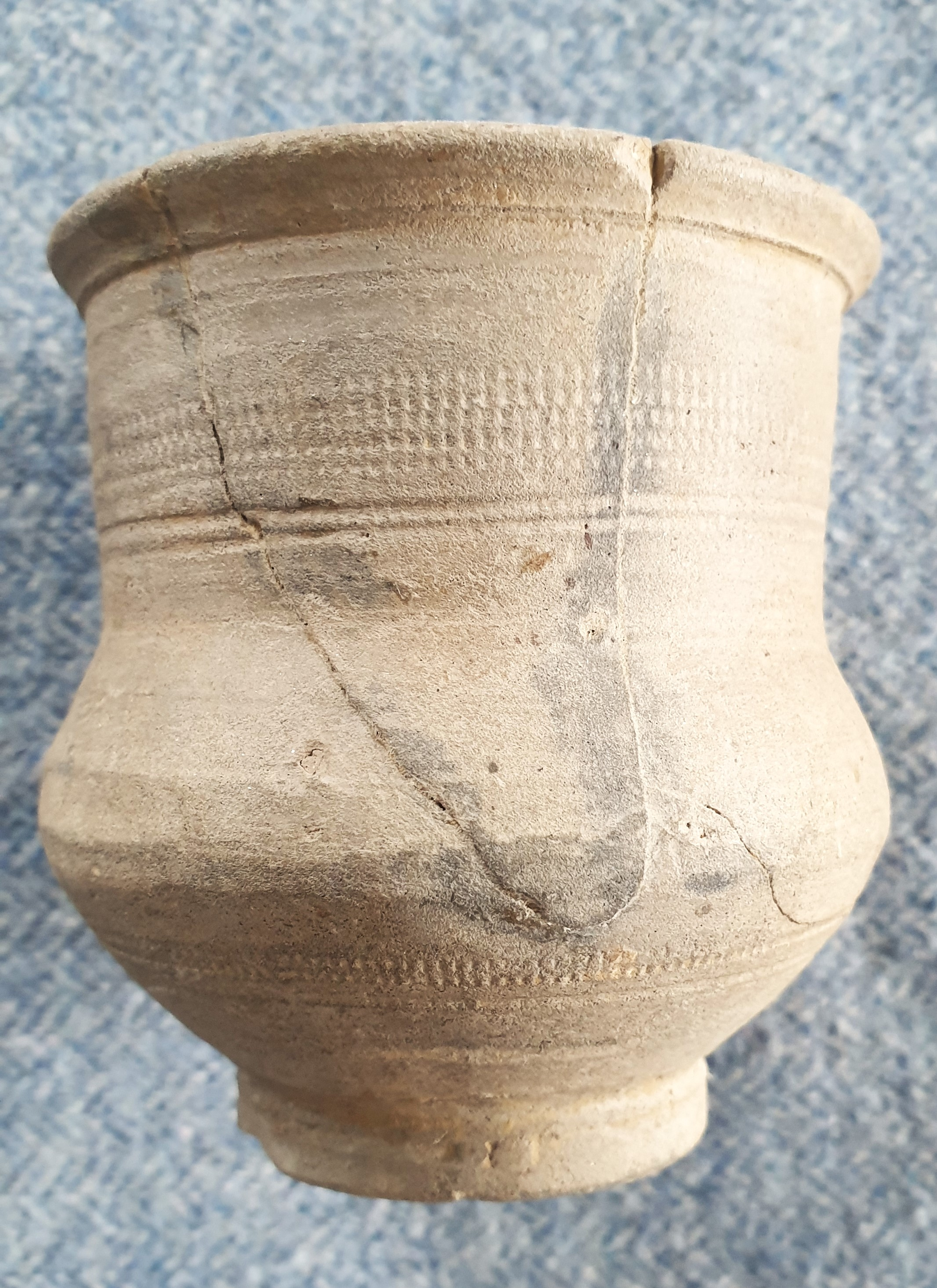
Frühmittelalterliches Keramikgefäß, geklebt

Neben der auch hier vorhandenen, wenn auch meist weitaus weniger stark ausgeprägten Problematik mit Chloriden aus dem Boden besteht bei Keramiken meist die Notwendigkeit der Rekonstruktion aus Scherben. Hier sind geeignete Klebemittel zu wählen, die unauffällig und möglichst weicher als die Keramik sind, sodass bei einem erneuten Bruch nur die Klebestelle bricht.
Die Reinigung erfolgt durch Waschen in Wasser und sanftes Abbürsten. Etwaige Bemalungen oder Fassungen müssen auf Stabilität geprüft und gegebenenfalls gefestigt werden.

## Restaurierung von Bronze und Buntmetall
Bronze ist mit Abstand das häufigste Buntmetall in archäologischen Fundkomplexen. Weitere Buntmetalle wie reines Kupfer und Messing werden aber oft gleich oder ähnlich behandelt.
Bronze bzw. Kupferlegierungen sind im Vergleich zu Eisen deutlich stabiler und bilden dünnere sowie beständigere Korrosionsschichten aus. In besonderem Milieu können sich aber auch sogenannte Kupfersulfate und Kupfersalze bilden und filigrane Objekte schnell komplett zersetzen. Diese Prozesse können auch nach der Entnahme aus dem Boden weiter bzw. schneller ablaufen. Es handelt sich dann um die sog. Bronzepest. Eine Entsalzung ist somit auch bei Funden aus Buntmetallen generell ratsam.

### Reinigung
Die Reinigung kann mechanisch erfolgen, z.b. mit dem Skalpell. Bei nur leicht anhaftender Verschmutzung reicht das abbürsten unter Wasser. Es gibt auch chemische Reinigungsmethoden. Da die Korrosionsschichten vergleichsweise weich sind, ist darauf zu achten, die Oberflächen nicht zu verkratzen.

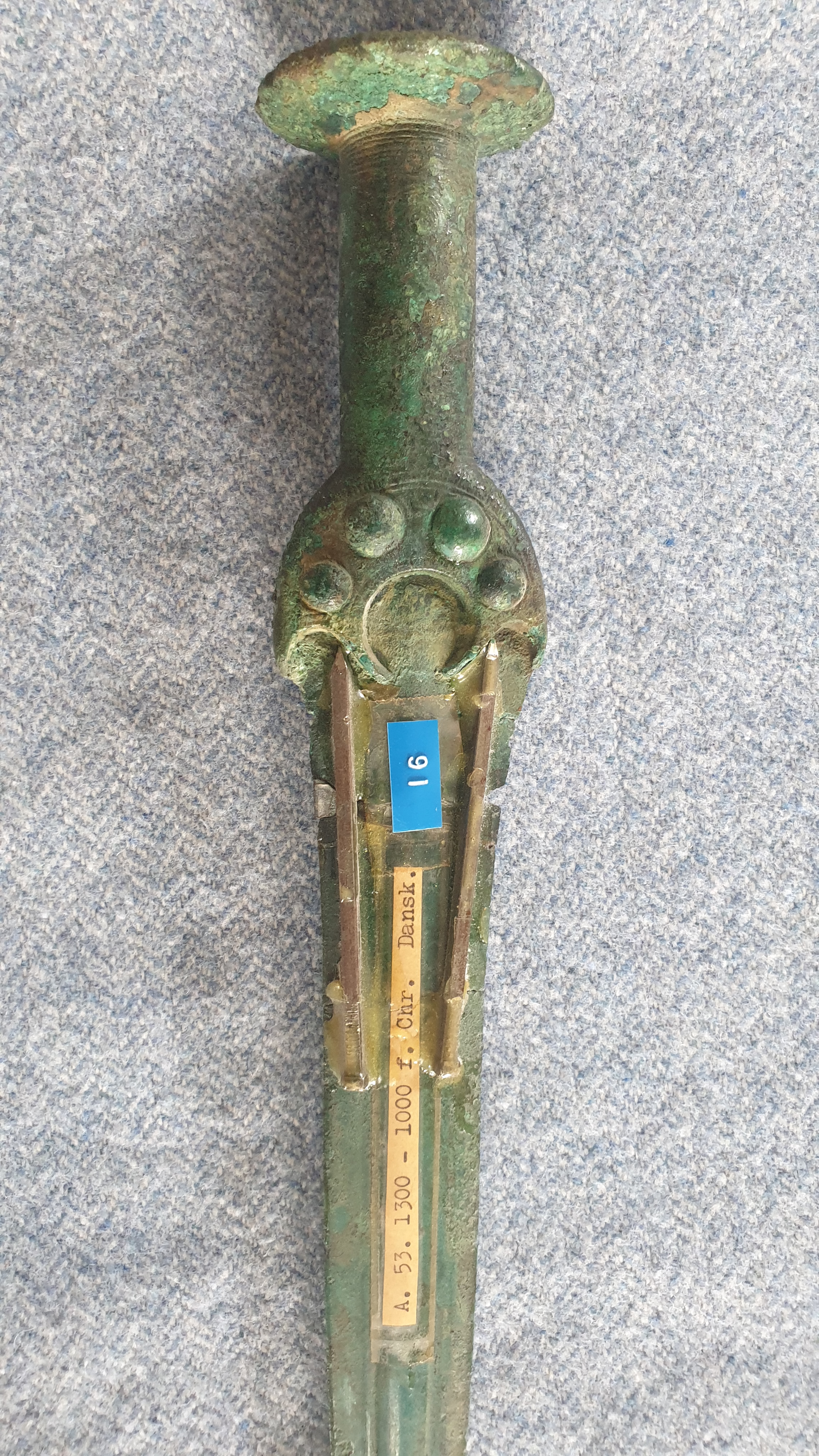
Dänischer Dolch aus der Bronzezeit mit Altrestaurierung. Ein Bruch wurde mit Kunstharz und Bronzenägeln fixiert
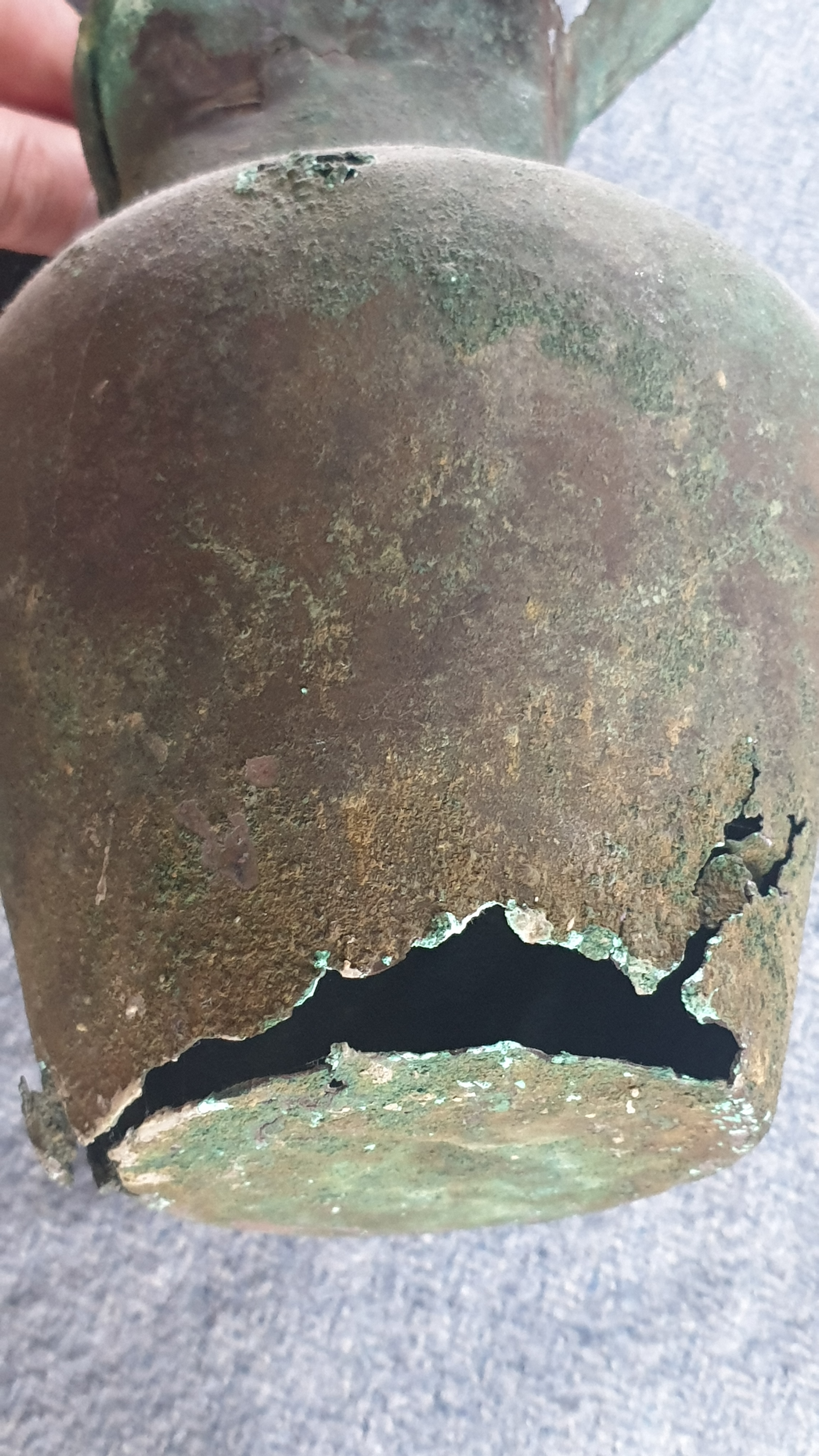
Schnabelkanne mit „Bonzepest“
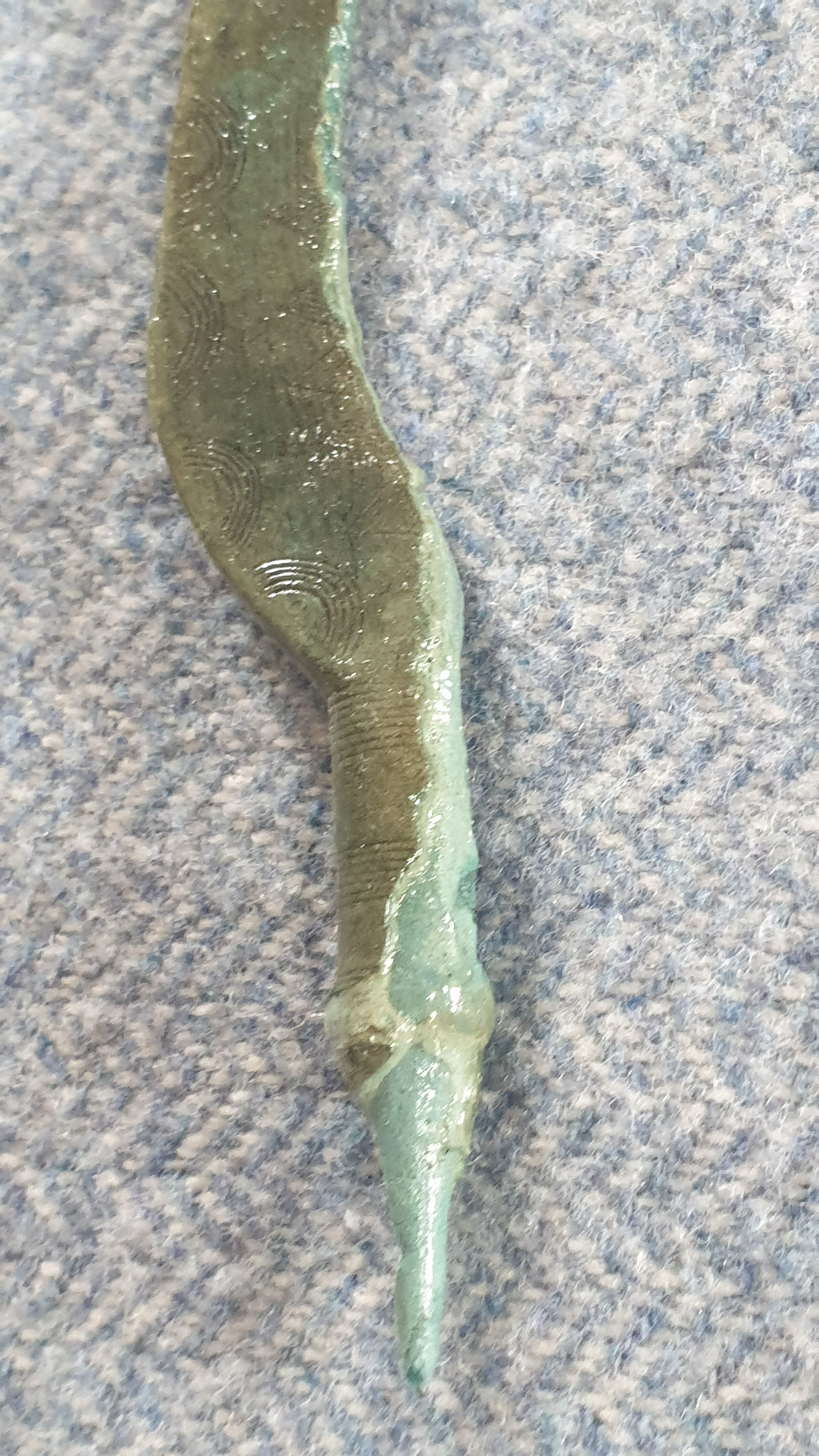
Bronzezeitliches Messer mit Verzierungen. Die härtere Korrosionsschicht liegt über einer weicheren

## Restaurierung von Edelmetallen

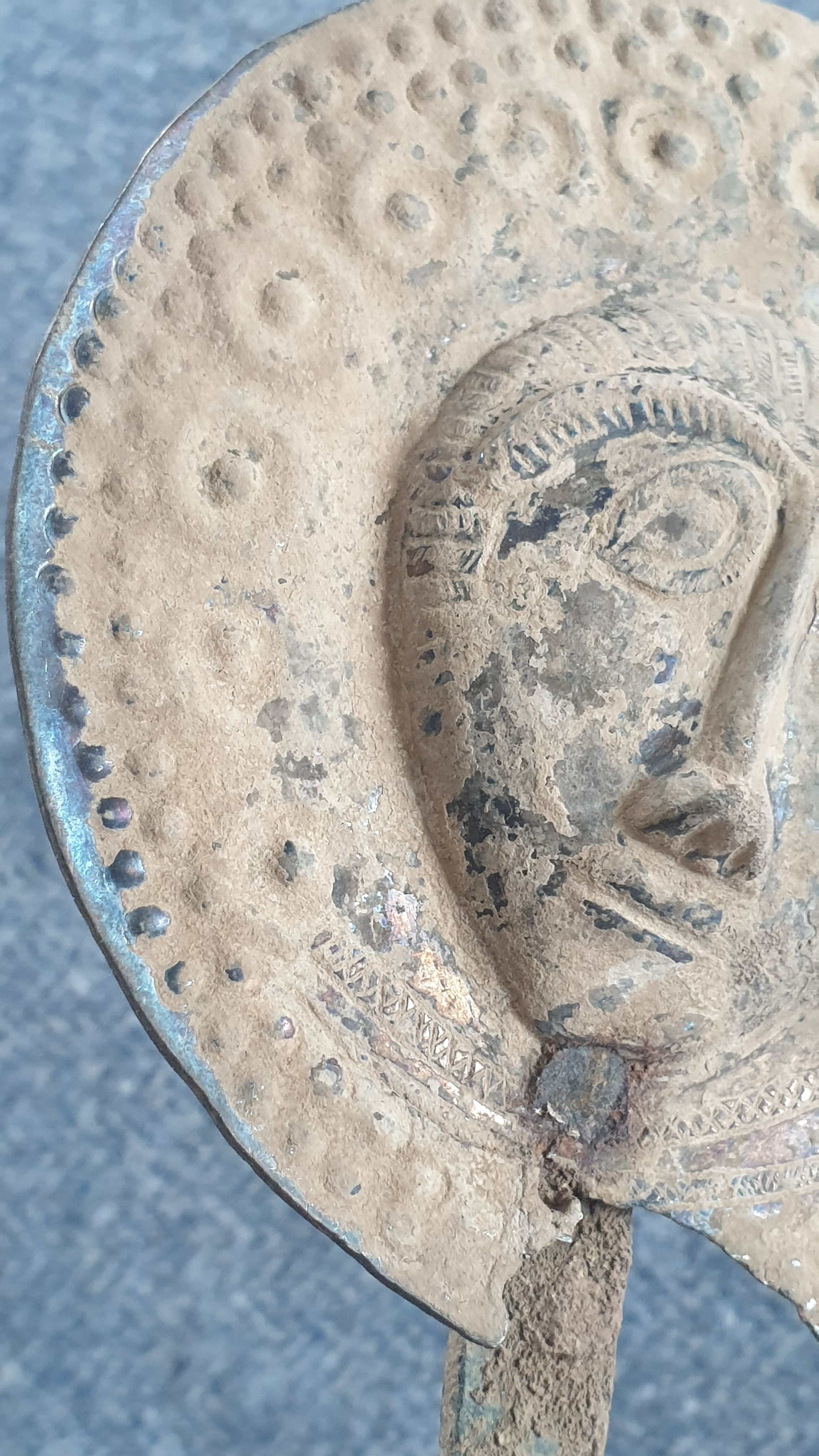
Sogenannte „disk headed pin“ aus Silber. Iran, 1. Jahrtausend v. Chr.

Edelmetalle bilden eine spezielle Gruppe unter den archäologischen Fundkomplexen, da hier, aufgrund der Reaktionsträgheit, wenig oder keine Oxidationsprodukte vorhanden und oft nur minimale konservatorischen Maßnahmen nötig sind. Da die Metalle aber im Allgemeinen recht weich sind, können Rückformungsmaßnahmen nötig sein. Ein Beispiel dafür sind die sogenannten Goldhüte der Bronzezeit.

## Sonstige Materialien

### Stein
Stein, als ältestes genutztes Material der Menschheit, liegt in vielfältiger Form im Fundmaterial vor. Feuerstein, wie er über Jahrtausende für Werkzeuge und Waffen Verwendung fand, unterliegt zwar auch einer gewissen Korrosion, ist aber, aufgrund seiner Härte, meist gut erhalten und bedarf wenig Behandlung. Andere Gesteinsarten können stark verwittern und durch Salzbelastung stark gefährdet sein. Eine Entsalzung und Festigung ist dann vonnöten. Augenmerk muss auch auf die chemische Zusammensetzung des Steins gelegt werden, um geeignete Chemikalien und Methoden auszuwählen.

### Lacke und Fassungen
Gefasste Oberflächen und Farben sind eine Seltenheit bei archäologischen Funden, auch wenn davon auszugehen ist, dass viele Objekte auch eine Art Fassung oder Bemalung hatten. So sind in alten Buchmalereien auch bunt bemalte Helme und Rüstungsteile dargestellt, die so im Fundmaterial nicht mehr nachweisbar sind. In der jüngsten Vergangenheit wurden vermehrt Untersuchungen zu Pigmentresten auf Oberflächen unternommen. So konnte u. a. festgestellt werden, dass der typische, weiße Marmor vieler antiker Figuren und auch Gebäude (Tempel) nicht dem ursprünglichen Erscheinungsbild entspricht. Die Oberflächen waren ursprünglich bunt bemalt. Es zeigt sich hierbei, dass Oberflächen von Objekten wertvolle Informationen enthalten können und möglichst unverändert erhalten bleiben sollten, insofern dies möglich ist.

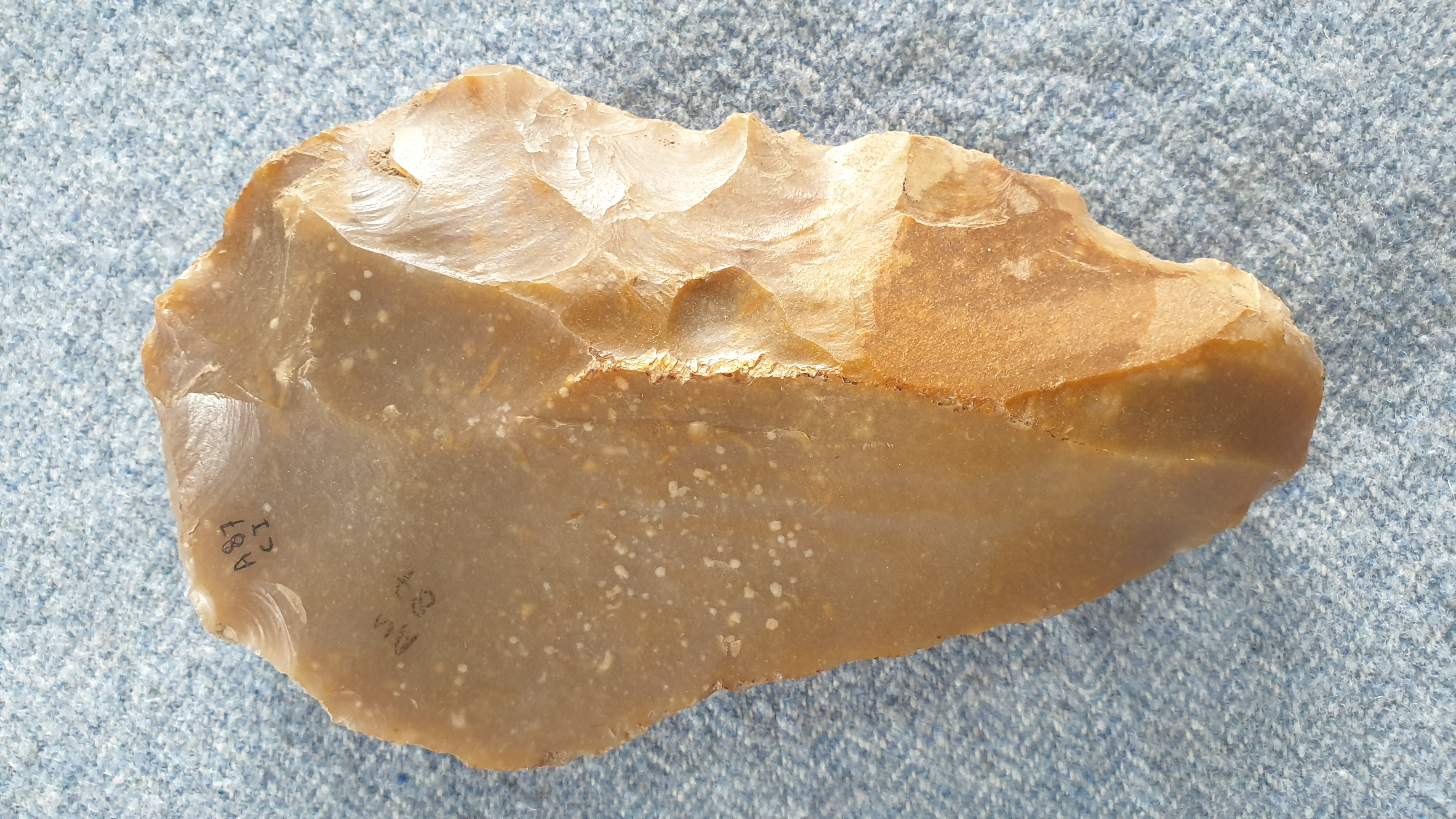
Faustkeil aus Feuerstein
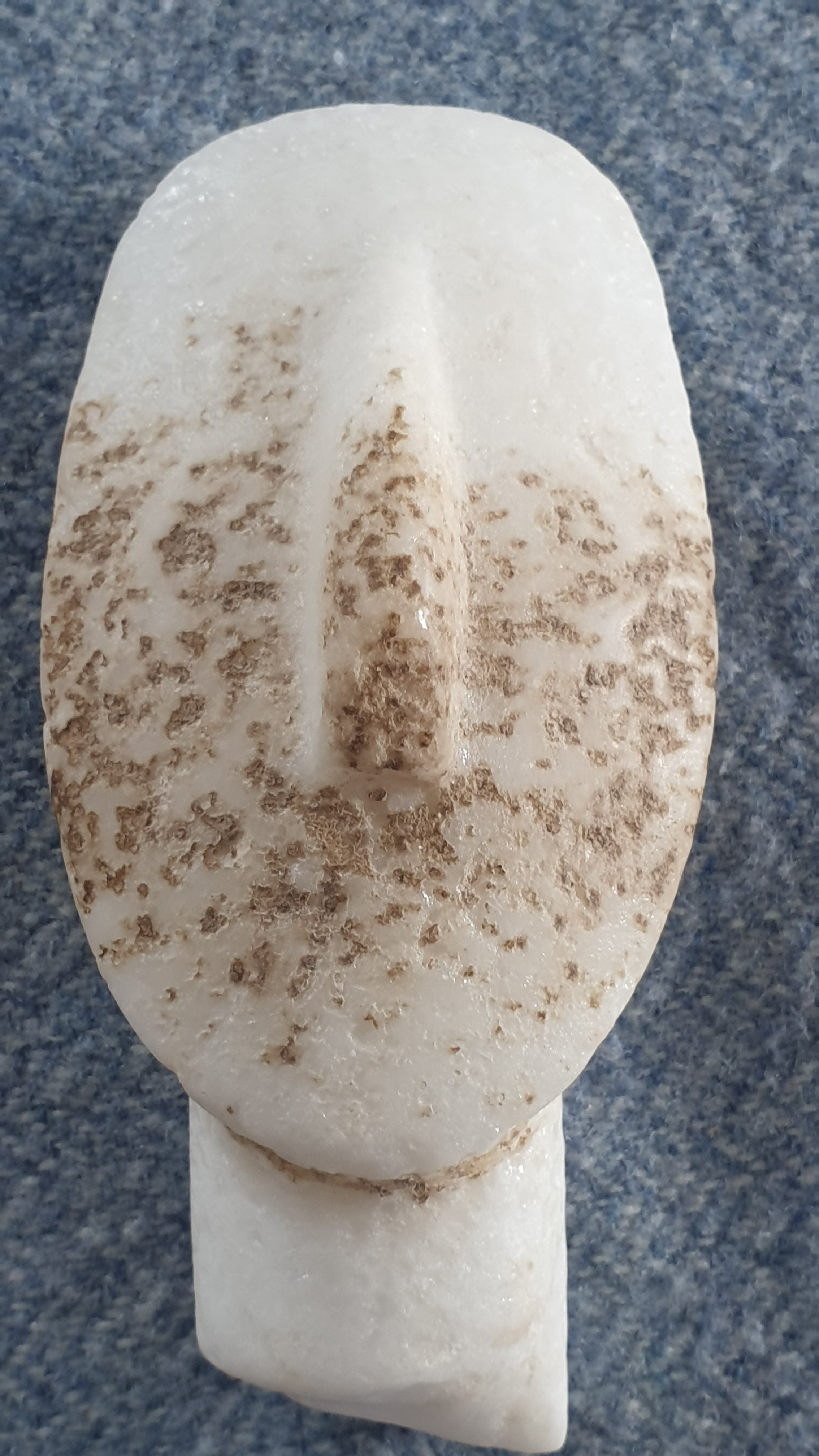
Kykladisches Idol aus Marmor. Die ursprüngliche Fassung hat die Partien der Augen in der Korrosion beeinflusst
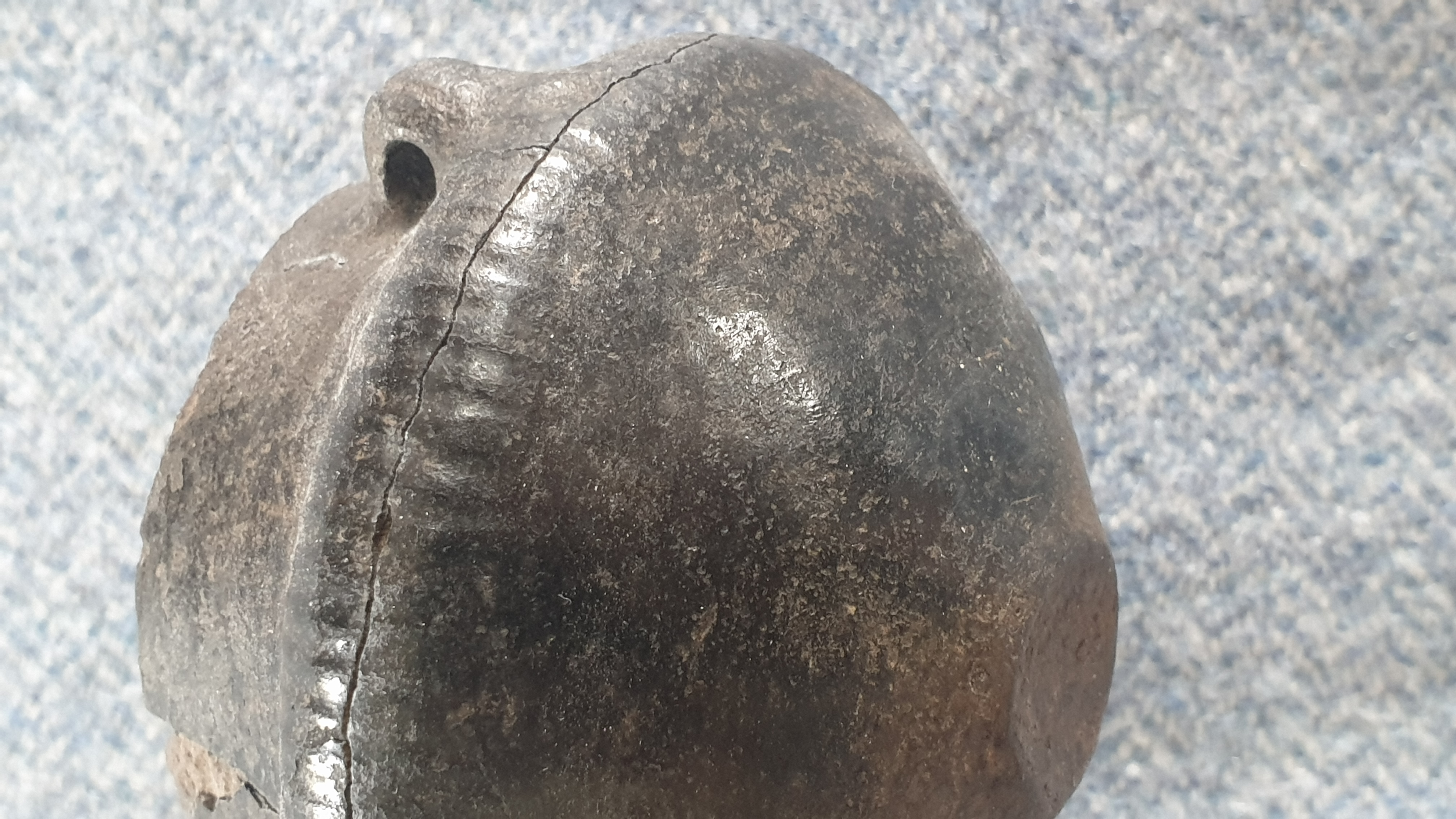
Bronzezeitliches Gefäß mit originaler, polierter Oberfläche

### Glas
Glas ist in archäologischen Fundkomplexen eher selten und oft stark geschädigt. Auch Glas unterliegt einer Korrosion, welche oft schichtweise und dann in irisierenden, gar perlmuttartigen Schichten vorliegen kann. Durch die Sprödigkeit des Materials sind Objekte oft in viele Fragmente zerbrochen und müssen geklebt werden, um das ursprüngliche Erscheinungsbild wiederherzustellen. Verformungen der Scherben und Korrosion an den Bruchkanten kann diese Rekonstruktion erschweren. Wie bei Keramik treten oft Fehlstellen auf, die rekonstruiert werden können. Das Kleben von Glas erfolgt meist mit Kunstharzen wie Araldit oder Lösungsmittelklebstoffen wie Paraloid B72.

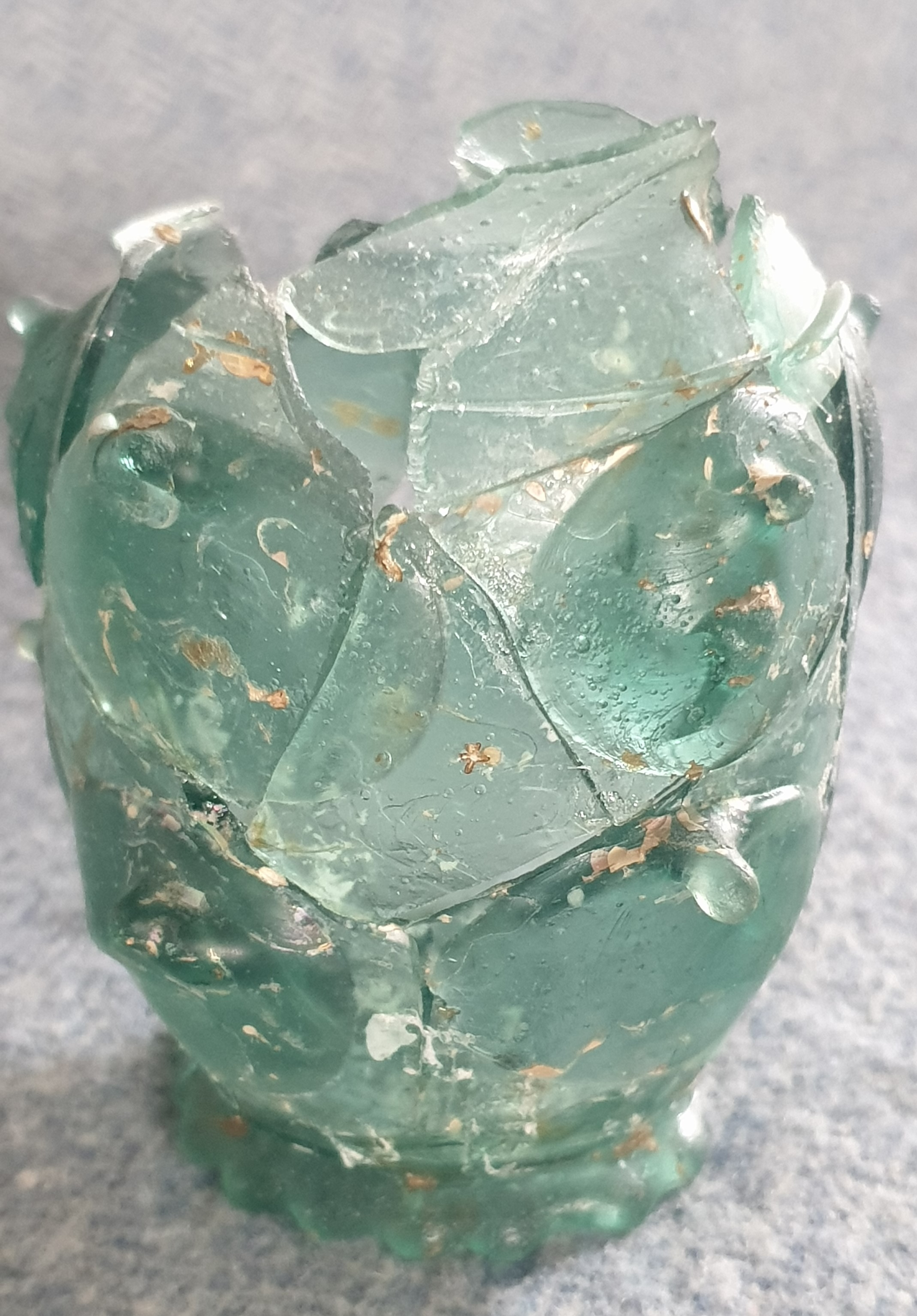
Aus Scherben zusammengesetzter Krautstrunk, wobei zum kleben Paraloid B72 genutzt wurde
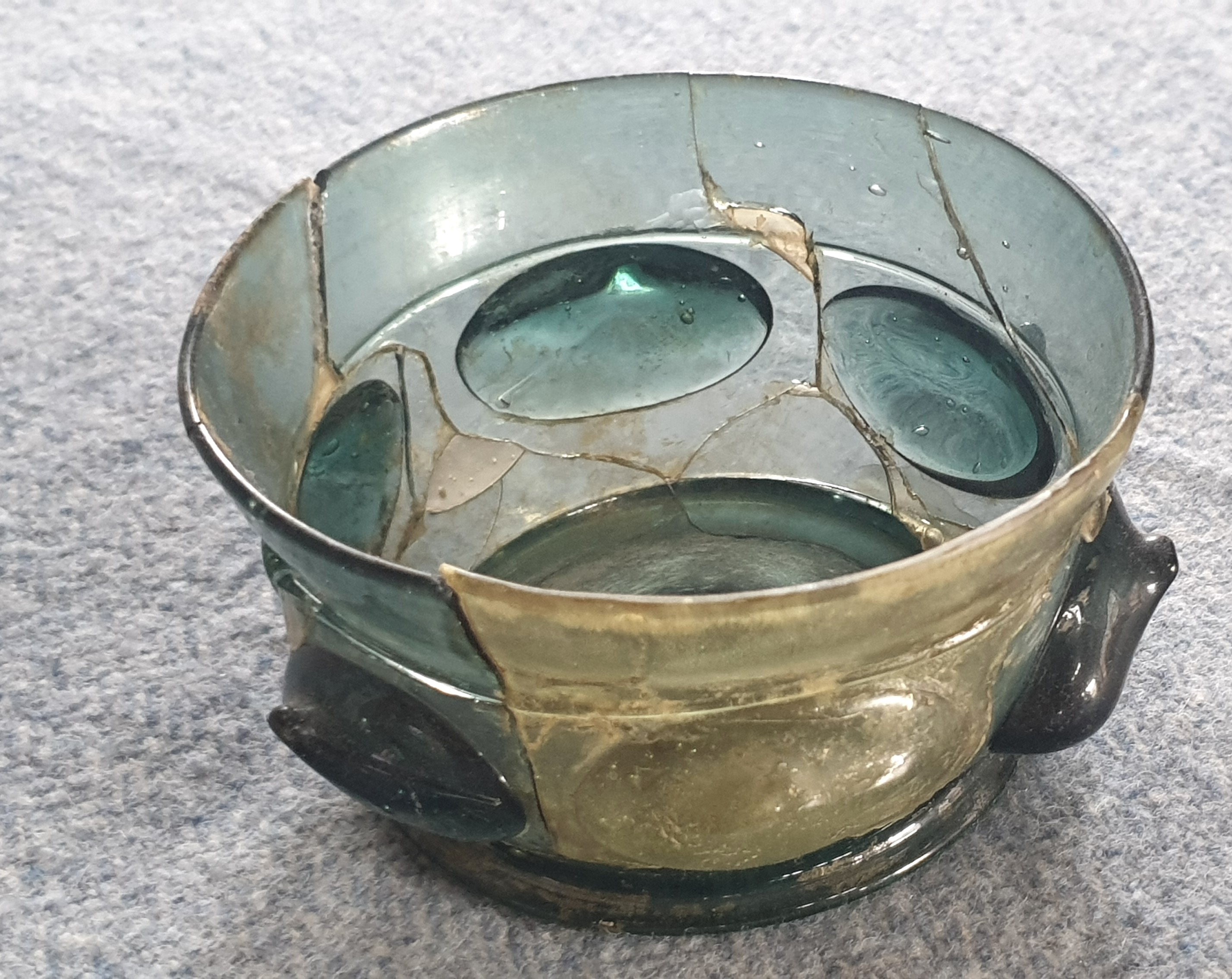
Geklebter und ersetzter Krautstrunk des 15. Jahrhunderts, bei dem zur Ergänzung die gegenüberliegende Nuppe abgeformt wurde

### Objekte aus unterschiedlichen Materialien
Bei Objekten aus verschiedenen Materialien werden mehrere Schritte der Restaurierung nötig und ein derartiges Objekt ist oft schwieriger zu behandeln. So schließen sich teilweise einige Methoden aus, sobald sie auf einen Teil des Objektes zerstörerisch wirksam sein können. Beispielsweise ist ein Glühen zum Entsalzen von Eisenfunden bei anhaftendem organischem Material ausgeschlossen.

## Oxidationsschichten als Träger von Informationen
Oxidschichten an Metallfunden müssen stets sorgfältig untersucht und nicht einfach entfernt werden. Silber- und Goldtauschierungen an wikingerzeitlichen Waffen und Geräten befinden sich oftmals mitten in der Schicht der einzelnen Korrosionsprodukte. Hier ist ein sorgsames Freilegen unbedingt nötig. Wenn Oxidschichten entfernt werden, dürfen sie niemals bis auf das blanke Metall abgetragen werden. In der Vergangenheit wurde dies oft vorgenommen, jedoch verlieren sich dadurch wertvolle Informationen und das Objekt kann weiter geschädigt werden. Ein ästhetischer Aspekt der gewachsenen Patina kommt hinzu. Korrosionsschichten können auch als Indiz zur Bestimmung der Authentizität von Objekten herangezogen werden. So bilden sich spezielle Korrosionsprodukte und mikroskopische Merkmale nur unter bestimmten Bedingungen und über lange Zeiträume. Dies kann von Fälschern nicht kopiert werden. Bronzegegenstände besitzen mitunter eine harte Korrosionsschicht aus Malachit und darunter weitere, weichere Korrosionsschichten. In der härteren Malachitschicht sind oft Verzierungen und Bearbeitungsspuren vorhanden, welche bei Entfernung dieser Schicht verloren gehen. Die Restaurierung ist dementsprechend anzupassen.

## Kopien
Das Leistungsspektrum der Restaurierung kann, neben Retuschen und Ergänzungen an Objekten, auch die Anfertigung von Kopien umfassen. Diese sollen vor allem dem äußeren Erscheinungsbild genau entsprechen, können von der Materialwahl aber vollkommen unterschiedlich zum Original sein. Abformungen und Nachgüsse von Figuren sind wohl die häufigste Form der Repliken und werden auch als Ausstellungsstücke in Museen, mit Beschreibung des Originales und Vermerk „(Kopie)“, gezeigt.

## Private Sammlungen
Viele Restaurierungswerkstätten sind einem Institut unterstellt und arbeiten nicht für Privatleute. Auch aufgrund der finanziellen Belastung für die teils aufwendigen Restaurierungen ist dieser Bereich für viele Sammler problematisch. Leider führt dies zu vielen unsachgemäßen Behandlungen, die über Internetforen weite Verbreitung finden. Dies führt zum Verlust von Informationen und Objekten.